# Pośrednik ubezpieczeniowy
Pośrednik ubezpieczeniowy – osoba, która nie będąc ubezpieczającym ani ubezpieczycielem, na mocy zlecenia udzielonego w formie czynności cywilnoprawnej toruje innym drogę do zawarcia umowy ubezpieczenia, pośredniczy w jej zawieraniu albo zawierają ją w charakterze pełnomocnika oraz może również współdziałać w jej realizacji. W wymiarze prawnym pośrednik jest przedsiębiorcą, który za wynagrodzeniem wykonuje czynności faktyczne lub prawne związane z zawieraniem lub wykonywaniem umów ubezpieczenia. 
Ustawa z dnia 15 grudnia 2017 roku o dystrybucji ubezpieczeń, regulująca uprawnienia i obowiązki pośredników ubezpieczeniowych dopuszcza wykonywanie czynności pośrednika ubezpieczeniowego wyłącznie przez:
- agenta ubezpieczeniowego, agenta oferującego ubezpieczenia uzupełniające
- brokera ubezpieczeniowego oraz brokera reasekuracyjnego.

Warunkiem rozpoczęcia wykonywania przez pośrednika działalności jest uzyskanie wpisu do rejestru prowadzonego przez Komisję Nadzoru Finansowego. Rejestr ten jest jawny i dostępny dla osób trzecich.